# سرای نو (کرمانشاه)
سرای نو یا بازار ترک‌ها مربوط به دوره قاجار است و در کرمانشاه، بازار کرمانشاه واقع شده‌است.
این مجموعه توسط سید حبیب ملک مشهور به ملک التجار در بازار کرمانشاه احداث شد. حجره های سرای نو با مالکیت ملک التجار برای گسترش تجارت در این شهر مهم غرب کشور به معروف ترین کسبه و بنگاه های تجاری شهر همچون خاندان ساعی و بانک شاهی اجاره داده شد.

## ویژگی‌های معماری
سرای نو از دو صحن و یک دالان تشکیل شده‌است. دالان سرا بر امتداد محور شرقی-غربی قرار گرفته‌است. علاوه بر یک صحن اصلی، یک صحن و حیاط زاویه‌ای در گوشهٔ جنوب شرقی سرا قرار دارد. ورودی‌های اصلی در گوشهٔ جنوب غربی و میانهٔ جبههٔ شرقی صحن قرار دارند. حجره‌ها به‌صورت متقارن در پیرامون صحن قرار گرفته‌اند. ساختمان بانک شاهنشاهی در وسط صحن اصلی قرار گرفته‌است.
جبههٔ شمالی سرا از نظر فرم و مصالح وضعیت متفاوتی دارد. در این جبهه حجمی شکسته و متقارن تا میانهٔ صحن پیش آمده‌است. از نظر مصالح نیز نوع آجر، شیروانی بام و سنگ ازارهٔ بنا با قسمت‌‌های دیگر سرا متفاوت است. برخی این بخش از سرا را بنایی مستقل قلمداد کرده‌اند که احتمالاً در اواخر دورهٔ قاجاریه یا اوایل پهلوی اول به سبک فرنگی در شمال صحن اصلی ساخته شده و به سرای نو افزوده شده‌است.
اتصال سرای نو با راسته بازار از طریق یک راهرو یا دالان کوتاه برقرار می‌شود. شکل زمین سرا کاملاً منظم است. سرای نو بعد از احداث راسته بازار ساخته شده و این امر از کیفیت حجره‌های راسته و شیوهٔ اتصال سرا به راسته مشخص است.

## ساختمان بانک شاهنشاهی

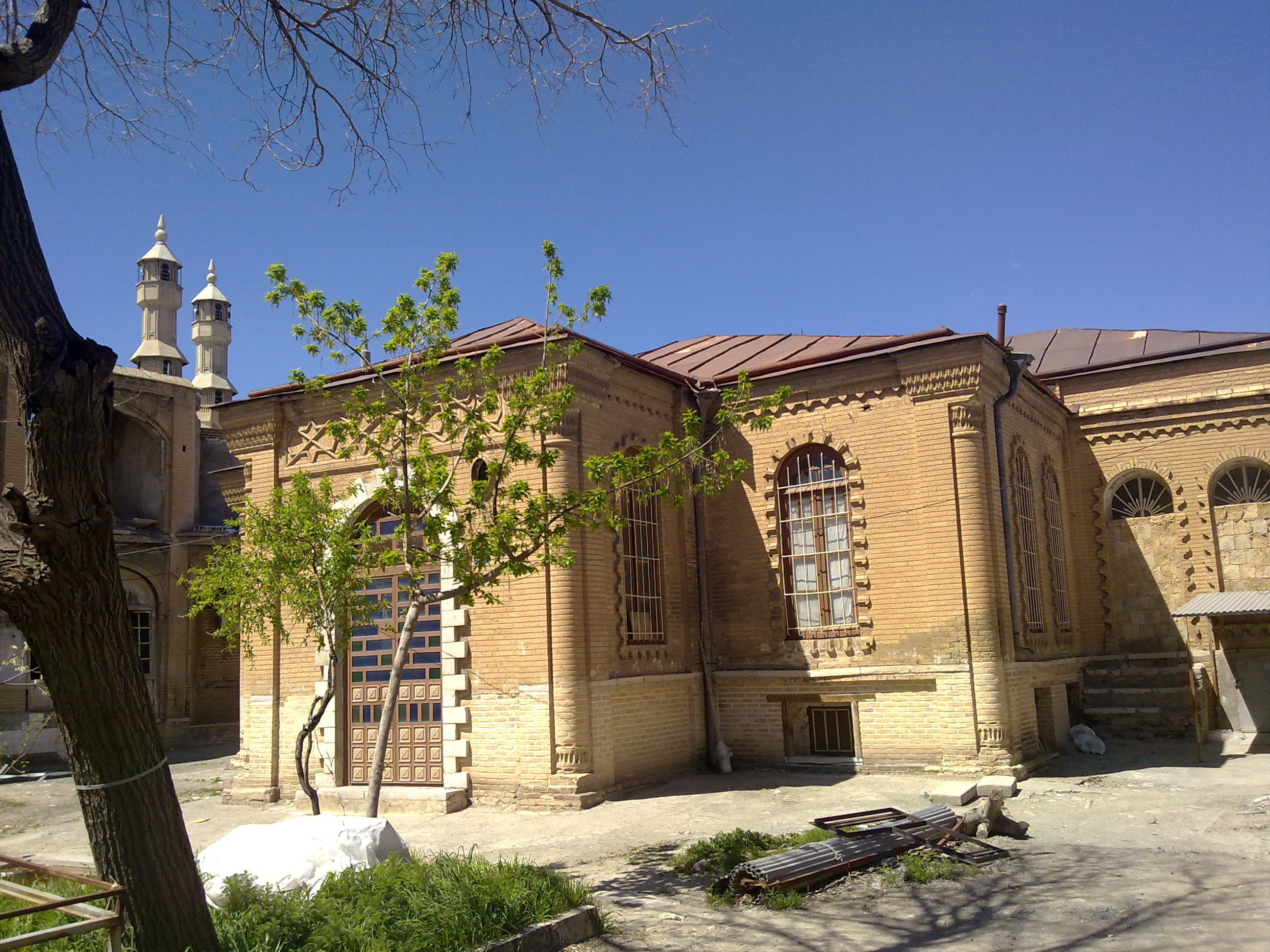
ساختمان بانک شاهی کرمانشاه

ساختمان بانک شاهنشاهی در وسط صحن اصلی سرای نو قرار دارد. بانک شاهی کرمانشاه در سال ۱۹۰۲ میلادی (۱۲۸۱ خورشیدی و ۱۳۲۰ قمری) به عنوان شعبهٔ بانک شاهنشاهی ایران در کرمانشاه با مدیریت یاسنت لویی رابینو افتتاح شده‌است.